# Huish Park
Huish Park är en fotbollsarena i Yeovil i England som är Yeovil Towns hemmaarena.
Arenan stod färdig 1990 och har en publikkapacitet på 9 565 åskådare.